# Бочек, Марк
Марк Эндрю Бочек (англ. Mark Andrew Bocek; род. 24 октября 1981, Торонто) — канадский боец смешанного стиля, представитель лёгкой весовой категории. Выступал на профессиональном уровне в 2004—2014 годах, известен по участию в турнирах бойцовской организации UFC.

## Биография
Марк Бочек родился 24 октября 1981 года в пригороде Вона Вудбридже, провинция Онтарио, Канада. Имеет чешские корни.
В течение многих лет практиковал бразильское джиу-джитсу, проходил подготовку под руководством таких известных мастеров как Риксон Грейси и Рензу Грейси, тренировался в Бразилии в зале Nova União, где в декабре 2003 года получил чёрный пояс из рук Жуана Роке — таким образом стал первым канадцем, обладавшим чёрным поясом по БЖЖ. Помимо этого, выступал на соревнованиях по грэпплингу, в частности в 2007 году одержал победу на чемпионате Северной Америки ADCC в Уэйне. Также является обладателем чёрного пояса по кэмпо-карате.

### Начало профессиональной карьеры
Дебютировал в смешанных единоборствах на профессиональном уровне в феврале 2004 года, выиграв у своего соперника техническим нокаутом. Дрался на небольших турнирах преимущественно на территории провинции Квебек, отметился двумя победами в промоушене King of the Cage.

### Ultimate Fighting Championship
Обратил на себя внимание руководства Ultimate Fighting Championship в 2007 году, когда президент UFC Дэйна Уайт и один из владельцев UFC Лоренцо Фертитта стали брать у него уроки бразильского джиу-джитсу. Подписав контракт с организацией, в июле того же года Бочек дебютировал в октагоне, но проиграл техническим нокаутом в концовке первого раунда Фрэнки Эдгару, будущему чемпиону UFC в лёгкой весовой категории. В конце года провёл ещё один бой, выиграв единогласным решением судей у Дага Эванса.
В 2008 году вынужден был сдаться в поединке с Маком Данцигом, но затем сам принудил своего соперника Элвина Робинсона к сдаче с помощью удушающего приёма сзади.
В 2009 году досрочно взял верх над Давидом Билькхеденом и Джо Браммером, причём во втором случае заработал бонус за лучший приём вечера.
В 2010 году в достаточно близком бою уступил единогласным судейским решением Джиму Миллеру, после чего отметился победой над Дастином Хейзелеттом — в середине первого раунда успешно применил на нём рычаг локтя с треугольником, при том вновь удостоился награды за лучший приём вечера.
В 2011 году по очкам проиграл Бенсону Хендерсону и выиграл у Ника Ленца.
На апрель 2012 года планировался бой против Мэтта Уимана, но тот получил травму и был заменён вернувшимся в строй ветераном UFC Джоном Алессио. В итоге Бочек выиграл этот бой единогласным решением. Кроме того, в ноябре вышел в клетку против будущего чемпиона Рафаэла дус Анжуса — противостояние между ними так же продлилось все отведённые три раунда, в конечном счёте судьи единогласно отдали победу дус Анжусу.
Ожидалось, что в сентябре 2013 года Марк Бочек встретится с Мишелом Празерисом, но боец получил травму, и его заменили новичком организации Джесси Ронсоном.
Оправившись от травмы, Бочек вернулся в ММА в апреле 2014 года в Квебеке — изначально его соперником был Эван Данэм, но буквально за неделю до начала турнира из-за травмы его заменили недавно подписавшим контракт с организацией Майком де ла Торре. Поединок между ними получился близким, по истечении трёх раундов судьи раздельным решением признали победителем Бочека.
5 августа 2014 года в Twitter Марк Бочек объявил о завершении карьеры в смешанных единоборствах.

## Статистика в профессиональном ММА
| Боёв 17  | Побед 12 | Поражений 5 |
| -------- | -------- | ----------- |
| Нокаутом | 1        | 1           |
| Сдачей   | 7        | 1           |
| Решением | 4        | 3           |

| Результат | Рекорд | Соперник         | Способ                       | Турнир                                                   | Дата            | Раунд | Время | Место            | Примечание    |
| --------- | ------ | ---------------- | ---------------------------- | -------------------------------------------------------- | --------------- | ----- | ----- | ---------------- | ------------- |
| Победа    | 12-5   | Майк де ла Торре | Раздельное решение           | The Ultimate Fighter Nations Finale: Bisping vs. Kennedy | 16 апреля 2014  | 3     | 5:00  | Квебек, Канада   |               |
| Поражение | 11-5   | Рафаэл дус Анжус | Единогласное решение         | UFC 154                                                  | 17 ноября 2012  | 3     | 5:00  | Монреаль, Канада |               |
| Победа    | 11-4   | Джон Алессио     | Единогласное решение         | UFC 145                                                  | 21 апреля 2012  | 3     | 5:00  | Атланта, США     |               |
| Победа    | 10-4   | Ник Ленц         | Единогласное решение         | UFC 140                                                  | 10 декабря 2011 | 3     | 5:00  | Торонто, Канада  |               |
| Поражение | 9-4    | Бенсон Хендерсон | Единогласное решение         | UFC 129                                                  | 30 апреля 2011  | 3     | 5:00  | Торонто, Канада  |               |
| Победа    | 9-3    | Дастин Хейзелетт | Сдача (армбар треугольником) | UFC 124                                                  | 11 декабря 2010 | 1     | 2:33  | Монреаль, Канада | Приём вечера. |
| Поражение | 8-3    | Джим Миллер      | Единогласное решение         | UFC 111                                                  | 27 марта 2010   | 3     | 5:00  | Ньюарк, США      |               |
| Победа    | 8-2    | Джо Браммер      | Сдача (удушение сзади)       | The Ultimate Fighter: Heavyweights Finale                | 5 декабря 2009  | 1     | 3:36  | Лас-Вегас, США   | Приём вечера. |
| Победа    | 7-2    | Давид Билькхеден | Сдача (удушение сзади)       | UFC 97                                                   | 18 апреля 2009  | 1     | 4:57  | Монреаль, Канада |               |
| Победа    | 6-2    | Элвин Робинсон   | Сдача (удушение сзади)       | UFC 91                                                   | 15 ноября 2008  | 3     | 3:16  | Лас-Вегас, США   |               |
| Поражение | 5-2    | Мак Данциг       | Сдача (удушение сзади)       | UFC 83                                                   | 19 апреля 2008  | 3     | 3:48  | Монреаль, Канада |               |
| Победа    | 5-1    | Даг Эванс        | Единогласное решение         | UFC 79                                                   | 29 декабря 2007 | 3     | 5:00  | Лас-Вегас, США   |               |
| Поражение | 4-1    | Фрэнки Эдгар     | TKO (удары руками)           | UFC 73                                                   | 7 июля 2007     | 1     | 4:55  | Сакраменто, США  |               |
| Победа    | 4-0    | Гаррет Дэвис     | Сдача (удушение сзади)       | KOTC: Capital Chaos                                      | 28 марта 2007   | 1     | 2:35  | Халл, Канада     |               |
| Победа    | 3-0    | Джон Малоу       | Сдача (рычаг локтя)          | KOTC: Freedom Fight                                      | 20 января 2007  | 1     | 4:09  | Гатино, Канада   |               |
| Победа    | 2-0    | Кевин Мандерсон  | Сдача (удушение сзади)       | APEX: A Night Of Champions                               | 14 октября 2006 | 1     | 1:25  | Гатино, Канада   |               |
| Победа    | 1-0    | Марк Коланжело   | TKO (травма)                 | TKO 15: Unstoppable                                      | 28 февраля 2004 | 1     | 5:00  | Монреаль, Канада |               |